# Kneiffia pumila
Kneiffia pumila là một loài thực vật có hoa trong họ Anh thảo chiều. Loài này được (L.) Spach mô tả khoa học đầu tiên năm 1835.